# 阿尔穆拉迭尔
阿尔穆拉迭尔，是西班牙卡斯蒂利亚-拉曼恰雷阿尔城省的一个市镇。 总面积66平方公里，总人口1057人（2001年），人口密度16人/平方公里。